# Polystichum scopulinum
Polystichum scopulinum es una especie de helecho conocida por los nombres comunes de helecho de montaña y helecho espada de roca. Es nativo de gran parte del oeste de América del Norte, y también se crece por sucesos aislados en el este de Canadá. Crece en un hábitat rocoso, a menudo a pleno sol. Está muy extendido, pero se encuentra principalmente en poblaciones pequeñas, y se observa que es más abundante en suelos serpentinos. Este helecho produce varias hojas erectas, en forma de lanza estrecha, de hasta 50 centímetros de longitud. Las hojas se estrechan cerca de las bases. Cada hoja se divide en muchas hojuelas en forma de lanza u oblongas de hasta 3 centímetros de largo. Las valvas dentadas a veces se retuercen sobre sus ejes y se superponen.